# Cẩm Tân
Cẩm Tân là một xã thuộc huyện Cẩm Thủy, tỉnh Thanh Hóa, Việt Nam.

## Địa lý
Xã Cẩm Tân nằm ở phía đông nam huyện Cẩm Thủy, cách trung tâm huyện 16 km và cách thành phố Thanh Hóa 54 km về phía tây bắc, có vị trí địa lý:
- Phía đông giáp huyện Vĩnh Lộc
- Phía tây giáp xã Cẩm Yên
- Phía nam giáp xã Cẩm Vân
- Phía bắc giáp xã Cẩm Ngọc và xã Cẩm Phú.

Xã Cẩm Tân có diện tích 15,02 km², dân số năm 2018 là 5.991 người, mật độ dân số đạt 399 người/km².
Quốc lộ 217 chạy qua trung tâm xã.

## Lịch sử
Sau năm 1954, Cẩm Tân là một xã thuộc huyện Cẩm Thủy.
Ngày 8 tháng 3 năm 1967, một phần dân số của xã Cẩm Tân được chuyển về thị trấn nông trường Phúc Do quản lý, tuy nhiên về mặt hành chính vẫn thuộc xã Cẩm Tân.
Năm 2004, giải thể thị trấn nông trường Phúc Do, thành lập xã Phúc Do trên cơ sở 578,95 ha diện tích tự nhiên của nông trường đang sử dụng thuộc địa giới hành chính của các xã, gồm: 220,74 ha của xã Cẩm Tân, 358,21 ha của xã Cẩm Phú và 2.537 nhân khẩu của thị trấn nông trường Phúc Do.
Sau khi điều chỉnh, xã Cẩm Tân có diện tích 6,91 km², dân số là 4.404 người, mật độ dân số đạt 637 người/km². Xã Phúc Do có diện tích 5,79 km², dân số là 2.537 người, mật độ dân số đạt 438 người/km².
Trước khi sáp nhập, xã Cẩm Tân có diện tích 6,98 km², dân số là 3.563 người, mật độ dân số đạt 516 người/km². Xã Phúc Do có diện tích 5,61 km², dân số là 1.434 người, mật độ dân số đạt 256 người/km².
Ngày 16 tháng 10 năm 2019, Ủy ban Thường vụ Quốc hội ban hành Nghị quyết số 786/NQ-UBTVQH14 về việc sắp xếp các đơn vị hành chính cấp xã thuộc tỉnh Thanh Hóa (nghị quyết có hiệu lực từ ngày 1 tháng 12 năm 2019). Theo đó, sáp nhập toàn bộ diện tích và dân số xã Phúc Do cùng với 2,43 km² diện tích tự nhiên và 994 người của thôn Phác Lê, xã Cẩm Vân vào xã Cẩm Tân.